# 新維也納 (愛荷華州)
新維也納（英語：New Vienna）是一個位於美國愛荷華州迪比克縣的城市。

## 地理
新維也納的座標為42°32′54″N 91°06′49″W / 42.54833°N 91.11361°W，而該地的平均海拔高度為305米（即1001英尺）。

## 人口
根據2010年美國人口普查的數據，新維也納的面積為1.14平方千米，當中陸地面積為1.14平方千米，而水域面積為0.00平方千米。當地共有人口407人，而人口密度為每平方千米357人。